# David Lewis (Schauspieler, 1976)
David James Lewis (* 4. August 1976 in Vancouver, British Columbia als David Fouts) ist ein kanadischer Schauspieler. Seit 1988 war er in mehr als 170 Film- und Fernsehproduktionen zu sehen. 2015 erhielt er einen Leo Award für seine Rolle in der Webserie Lying and Dying.

## Filmografie (Auswahl)
- 1993–1995: Akte X – Die unheimlichen Fälle des FBI (The X-Files, Fernsehserie, 3 Folgen)
- 1995: Schreckensflug der Boeing 767 (Falling from the Sky: Flight 174, Fernsehfilm)
- 1997: Air Bud – Champion auf vier Pfoten (Air Bud)
- 1999: Lake Placid
- 1999–2000: Hope Island (Fernsehserie, 22 Folgen)
- 2002–2003: Der Fall John Doe! (John Doe, Fernsehserie, 13 Folgen)
- 2004: White Chicks
- 2004–2005: Stargate – Kommando SG-1 (Stargate SG-1, Fernsehserie, 2 Folgen)
- 2005: Edison
- 2006: Blendende Weihnachten (Deck the Halls)
- 2006: Firewall
- 2006: Butterfly Effect 2 (The Butterfly Effect 2)
- 2006–2007: The L Word – Wenn Frauen Frauen lieben (The L Word, Fernsehserie, 5 Folgen)
- 2008: Der Tag, an dem die Erde stillstand (The Day the Earth Stood Still)
- 2009: Wyvern – Die Rückkehr der Drachen (Wyvern)
- 2009: Harper’s Island (Fernsehserie, 7 Folgen)
- 2009: Troop – Die Monsterjäger (The Troop, Fernsehserie, Folgen 1x05–1x06)
- 2010: KGB – Killer, Gejagter, Beschützer (Icarus)
- 2010: Stonehenge Apokalypse
- 2011: Ein Cosmo & Wanda Movie: Werd’ erwachsen Timmy Turner! (A Fairly Odd Movie: Grow Up, Timmy Turner!, Fernsehfilm)
- 2011: Ein Jahr vogelfrei! (The Big Year)
- 2011: White Collar Poet (Fernsehserie, 8 Folgen)
- 2011: Der jüngste Tag – Das Ende der Menschheit (Collision Earth, Fernsehfilm)
- 2011: Super Twister (Mega Cyclone) (Fernsehfilm)
- 2012: Cosmo & Wanda – Ziemlich verrückte Weihnachten (A Fairly Odd Christmas, Fernsehfilm)
- 2013: Man of Steel
- 2013: Words & Pictures – In der Liebe und in der Kunst ist alles erlaubt (Words and Pictures)
- 2014: Parked (Fernsehserie, 14 Folgen)
- 2015: Hidden
- 2015: Weihnachten auf Umwegen (A Christmas Detour, Fernsehfilm)
- 2015–2016: Motive (Fernsehserie, 7 Folgen)
- 2015–2017: Girlfriends’ Guide to Divorce (Fernsehserie, 7 Folgen)
- 2016: Candiland
- 2016: Zoo (Fernsehserie, 2 Folgen)
- 2016: The Switch (Fernsehserie, Folge 1x02)
- 2016: Dirk Gentlys holistische Detektei (Dirk Gently’s Holistic Detective Agency, Fernsehserie, 5 Folgen)
- 2017: Rogue (Fernsehserie, 5 Folgen)
- 2018: The Arrangement (Fernsehserie, Folge 2x01)
- 2019: Child’s Play